# Zeidun
Zeidun va ser un grup de screamo format a Sant Celoni el 1999. Tot i portar des del 2005 sense publicar cap disc, ha realitzat algun concert esporàdic i continua essent una referència de l'escena hardcore punk catalana. Posteriorment, els seus membre han format part de bandes com Moksha, Les Cruet, The Cheese, Red Sexy Band, Els Surfing Sirles, Les Aus, La Célula Durmiente, Autodestrucció, Esperit!, Matagalls o L'Orquestra de Sant Celoni, i han participat en altres grups com El Petit de Cal Eril, Murnau b., o The Unfinished Sympathy.

## Història
Els inicis del grup cal buscar-los al local d'assaig de Rain Still Falling, el grup anterior de tres dels seus membres, que en marxar-ne el bateria s'hi va incorporar Dalmau Boada, Joan Colomo va assumir la veu cantant i poc després s'hi va sumar Càndid Coll, naixent així Zeidun.
El primer concert el realitzaren el mes setembre de 1999 a Breda, tocant el dia següent a la festa major de Sant Celoni. Una de les seves cançons més conegudes, no enregistrada mai en estudi, porta el títol de «Nits de tripi». L'últim disc de Zeidun, homònim, i que ells anomenen «CD-R» va ser autoproduït al propi local d'assaig i distribuït en mà al Sant Feliu Fest.

## Membres
- Xavi Garcia: baix
- Albert Trabal: guitarra
- Joan Colomo: guitarra i veu
- Càndid Coll: teclats i cors
- Dalmau «Mau» Boada: bateria

## Discografia
- 001 (EP, Ozono Kids/BCore, 2000)
- Oceane (compartit amb Maple, BCore, 2001)
- Split (EP compartit amb Tokyo Sex Destruction, Sixwasnine, 2001)[5]
- La Nausée (BCore, 2003)
- The Daily Charm (compartit amb Maple, BCore, 2003)
- Zeidun (autoproduït, 2005)